# Pedro Gomes (triathlon)
Pour les articles homonymes, voir Pedro Gomes (homonymie) et Gomes.
Pedro Ribeiro Silva Gomes, né le 6 décembre 1983 à Lisbonne est un triathlète professionnel portugais, vainqueur sur triathlon Ironman.

## Palmarès
Le tableau présente les résultats les plus significatifs (podium) obtenus sur le circuit international de triathlon depuis 2007,.
| Année | Compétition                             | Pays       | Position           | Temps           |
| ----- | --------------------------------------- | ---------- | ------------------ | --------------- |
| 2021  | Ironman Coeur d'Alene                   | États-Unis | Médaille de bronze | 8 h 17 min 15 s |
| 2016  | Ironman Canada                          | Canada     | Médaille d'argent  | 8 h 27 min 31 s |
| 2016  | Triathlon Vitoria-Gasteiz               | Espagne    | Médaille de bronze | 8 h 34 min 17 s |
| 2014  | Ironman Wisconsin                       | États-Unis | Médaille de bronze | 8 h 36 min 56 s |
| 2014  | LifeTime Tri Soma                       | États-Unis | Médaille d'or      | 4 h 4 min 59 s  |
| 2013  | Ironman Suède                           | Suède      | Médaille d'or      | 8 h 19 min 30 s |
| 2013  | Challenge Vitoria                       | Espagne    | Médaille d'or      | 8 h 38 min 36 s |
| 2012  | Ironman Autriche                        | Autriche   | Médaille de bronze | 8 h 26 min 31 s |
| 2010  | Ironman Floride                         | États-Unis | Médaille d'argent  | 8 h 19 min 26 s |
| 2010  | Championnat du Portugal longue distance | Portugal   | Médaille d'or      | Timing          |
| 2009  | Championnat du Portugal longue distance | Portugal   | Médaille d'or      | Timing          |
| 2008  | Championnat du Portugal longue distance | Portugal   | Médaille d'or      | Timing          |
| 2007  | Championnat du Portugal longue distance | Portugal   | Médaille d'or      | Timing          |